# Desertores norcoreanos
 Desde la división de Corea después del final de la Segunda Guerra Mundial y el final de la Guerra de Corea (1950-1953), los norcoreanos han desertado por razones políticas, ideológicas, religiosas, económicas o personales. Tales norcoreanos se conocen como desertores norcoreanos. Los términos alternativos en Corea del Sur incluyen "refugiados del norte" (en coreano: 탈북자, talbukja) y "nuevos colonos" (새터민, saeteomin). 
Durante la hambruna en Corea del Norte en la década de 1990, hubo un aumento en las deserciones, alcanzando un pico en 1998 y 1999. Algunas de las razones principales para la disminución del número de desertores, especialmente desde el año 2000, son los estrictos patrullajes e inspecciones fronterizas, deportaciones forzadas y un aumento en el costo de la deserción. 
La estrategia más común es cruzar la frontera hacia las provincias de Jilin y Liaoning en el noreste de China antes de huir a un tercer país, debido a que China es un aliado relativamente cercano de Corea del Norte. China, siendo el más influyente de los pocos socios económicos de Corea del Norte mientras que el país ha estado bajo las sanciones de la ONU durante décadas, también es la fuente de ayuda más grande y continua del país. Para evitar empeorar las relaciones ya tensas con la península de Corea, China se niega a otorgar el estatus de refugiado a los desertores norcoreanos y los considera inmigrantes económicos ilegales. Alrededor del 76% al 84% de los desertores entrevistados en China o Corea del Sur provenían de las provincias del noreste que limitan con China. Si los desertores son atrapados en China son repatriados de regreso a Corea del Norte, donde a menudo enfrentan duros interrogatorios y años de castigo, o incluso la muerte en campos de prisioneros políticos como el campo de Pukch'ang, o campos de reeducación como el campo de Chungsan o Campo Chongori.

## Términos
Diferentes términos oficiales y no oficiales, se usan para referirse a los refugiados norcoreanos. El 9 de enero de 2005 el Ministerio de Unificación de Corea del Sur anunció el uso de saeteomin ((en hangul, 새터민), "gente de nueva tierra") en lugar de talbukja ( 탈북자, "gente que huyó del Norte") un término por el cual los funcionarios norcoreanos expresaron su disgusto. Un término más nuevo es bukhanitaljumin (en hangul, 북한 이탈 주민; en hanja, 北韓離脫住民), que tiene el significado más contundente de "residentes que renunciaron a Corea del Norte".
El experto en Corea del Norte Andrei Lankov ha criticado el término "desertores" ya que la mayoría no busca refugio debido a la disidencia política sino que está motivada por la privación material.

## Demografía
Desde 1953 han desertado entre 100.000 y 300.000 norcoreanos, la mayoría de los cuales han huido a Rusia o China. Se registró que 1.418 llegaron a Corea del Sur en 2016. En 2017 había 31.093 desertores registrados en el Ministerio de Unificación en Corea del Sur, el 71% de los cuales eran mujeres. En 2018 las cifras cayeron drásticamente, desde que Kim Jong-un asumió el poder en 2011, con una tendencia a menos de mil por año, por debajo del pico de 2914 en 2009.
El profesor Courtland Robinson de la Facultad de Salud Pública Bloomberg de la Universidad Johns Hopkins estimó que en el pasado el número total de 6.824 y 7.829 niños nacieron de mujeres norcoreanas en las tres provincias del noreste de China. Recientemente los resultados de una encuesta realizada en 2013 por Johns Hopkins y el Instituto de Unificación Nacional de Corea (también conocido como KINU) mostraron que había alrededor de 8.708 desertores norcoreanos y 15.675 niños norcoreanos en las mismas tres provincias del noreste de China, que son Jilin, Liaoning y la Prefectura Autónoma de Corea Yanbian. 
Según un estudio respecto de desertores norcoreanos, las mujeres constituyen la mayoría de las deserciones. En 2002 representaron el 56% de las deserciones a Corea del Sur (1.138 personas) y en 2011 el porcentaje había aumentado al 71% (2.706 personas). Más mujeres abandonan el Norte porque como sostén de la familia son más propensas a sufrir dificultades económicas. Esto se debe a la prevalencia de mujeres en puestos de trabajo en el sector de servicios, mientras que los hombres están empleados en el ejército: el 33% de los desertores citó las razones económicas como las más importantes para su deserción. Los hombres, en cambio, tenían una mayor tendencia a salir del país debido a presiones políticas, ideológicas o de vigilancia. En el primer semestre de 2018, las mujeres constituyeron el 88% de los desertores del Sur.

## Por destino

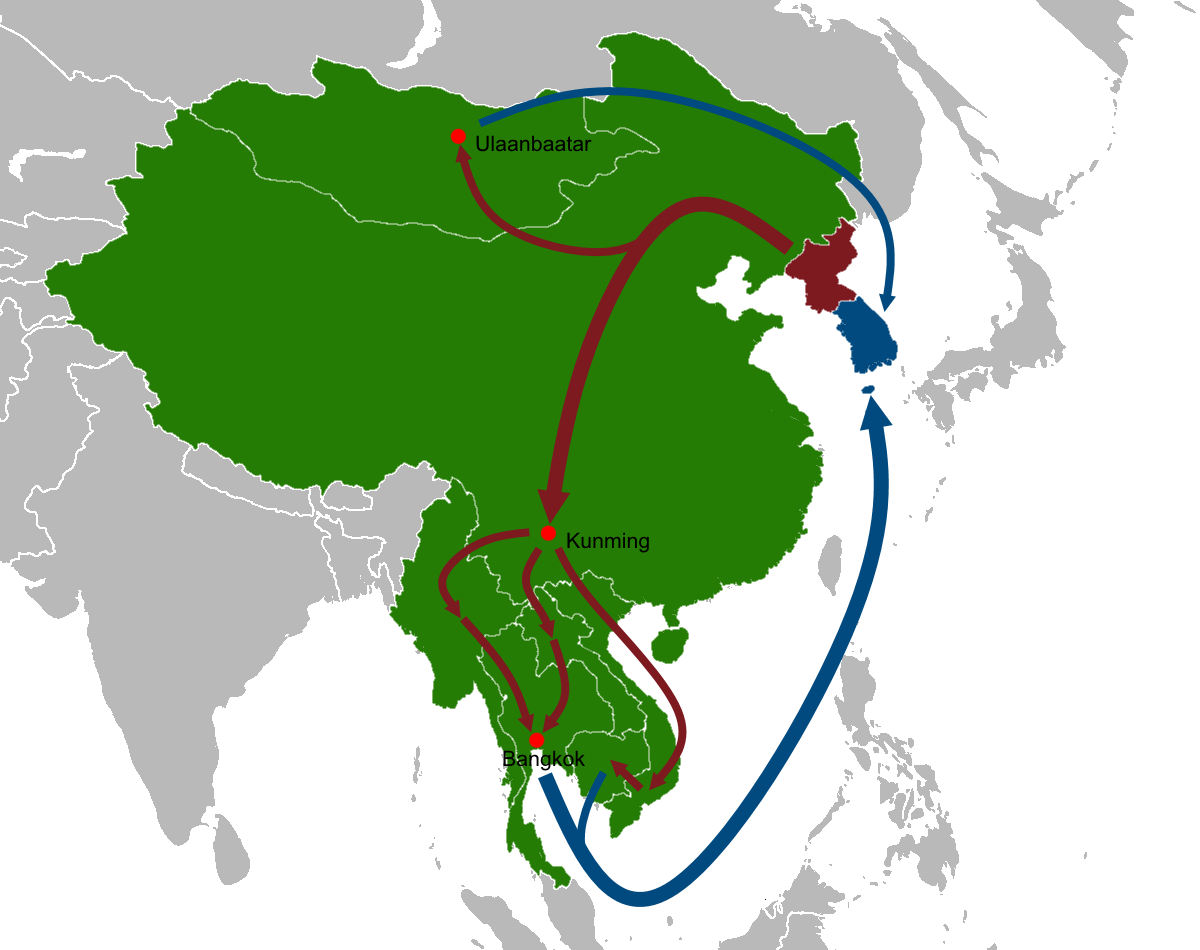
Las rutas típicas a Corea del Sur por parte de los desertores norcoreanos son a través de China y el sudeste asiático.

### China
Según las estimaciones del Departamento de Estado, entre 30.000 y 50.000 de un número mayor de norcoreanos escondidos tienen el estatus legal de refugiados. Alrededor de 11.000 refugiados norcoreanos permanecieron ocultos cerca de la frontera con su país de origen.
Por lo general, estos refugiados no se consideran miembros de la comunidad étnica coreana y el censo chino no los considera como tales. Algunos refugiados norcoreanos que no pueden conseguir transporte a Corea del Sur se casan con coreanos étnicos en China y se establecen allí: se mezclan con la comunidad, pero están sujetos a deportación si las autoridades los descubren. Aquellos que han encontrado "agentes de escape" intentan ingresar al consulado de Corea del Sur en Shenyang. En los últimos años el gobierno chino ha reforzado la seguridad y ha aumentado el número de policías fuera del consulado. 
Hoy existen nuevas formas de ingresar a Corea del Sur. Una es seguir la ruta hacia la frontera con Mongolia; otra es la ruta a países del sudeste asiático como Tailandia que reciben a los desertores norcoreanos.
A mediados de la década de 1990 los porcentajes de desertores masculinos y femeninos estaban relativamente equilibrados. Desde principios hasta mediados de la década de 1990 la mano de obra masculina era valiosa ya que los desertores norcoreanos podían trabajar en campos y fábricas chinas y a cambio, asegurarse un escondite. Sin embargo, debido al aumento de los problemas de seguridad social, incluidos el crimen y la violencia que involucran a los norcoreanos, el valor del trabajo masculino disminuyó. Las mujeres, por otro lado, pudieron encontrar medios más fáciles de asentarse, como realizar tareas laborales más pequeñas y casarse con habitantes chinos (en su mayoría de etnia coreana). En la actualidad, entre el 80% y el 90% de los desertores norcoreanos que residen en China son mujeres que se establecieron mediante un matrimonio de facto; un gran número de ellas experimentan matrimonio forzado y trata de personas.
Antes de 2009 más del 70% de las desertoras norcoreanas eran víctimas de la trata de personas. Debido a su vulnerabilidad como inmigrantes ilegales, eran vendidas a precios bajos de entre 3.000 y 10.000 yuanes. El abuso violento comenzaba en departamentos cerca de la frontera con China, desde donde las mujeres son trasladadas a ciudades más alejadas para trabajar como esclavas sexuales. Las autoridades chinas arrestan y repatrian a estas víctimas norcoreanas. Las autoridades norcoreanas mantienen a las repatriadas en colonias de trabajos penales (y/o las ejecutan), ejecutan a los bebés de padres chinos "para proteger la sangre pura norcoreana" y obligan a abortar a las repatriadas embarazadas que no son ejecutadas. Después de 2009 el porcentaje de desertoras norcoreanas que experimentan trata de personas disminuyó al 15% desde que un gran número de desertores comenzaron a ingresar a Corea del Sur a través de grupos organizados dirigidos por intermediarios. Sin embargo, el número real puede ser mayor considerando que muchas mujeres desertoras tienden a negar su experiencia de prostitución.  
China se niega a otorgar el estatus de refugiado a los desertores norcoreanos y los considera inmigrantes económicos ilegales. Las autoridades chinas arrestan y deportan a cientos de desertores a Corea del Norte, a veces en redadas masivas de inmigración. Los ciudadanos chinos sorprendidos ayudando a desertores enfrentan multas y encarcelamiento. A principios y mediados de la década de 1990 el gobierno chino era relativamente tolerante con el problema de los desertores norcoreanos. A menos que el gobierno de Corea del Norte enviara solicitudes especiales, el gobierno chino no mostraba un control serio de la residencia de los norcoreanos en territorio chino. Sin embargo, junto con la intensificación de la hambruna en Corea del Norte a fines de la década de 1990, el número de desertores aumentó drásticamente, lo que llamó la atención internacional.  Como resultado, China intensificó la inspección de los desertores norcoreanos y comenzó sus deportaciones.  
En febrero de 2012, las autoridades chinas repatriaron a 19 desertores norcoreanos detenidos en Shenyang y cinco desertores en Changchun desde el mismo lugar. El caso de los 24 detenidos, que estuvieron detenidos desde principios de febrero, atrajo la atención internacional debido a los informes del Norte sobre los duros castigos a quienes intentaron desertar. China repatria a los refugiados norcoreanos en virtud de un acuerdo hecho con Corea del Norte, su aliado. Los activistas de derechos humanos dicen que los repatriados enfrentan severos castigos, que incluyen tortura y encarcelamiento en campos de trabajo.
Los activistas de derechos humanos de Corea del Sur continúan organizando huelgas de hambre y haciendo llamamientos al Consejo de Derechos Humanos de la ONU para instar a China a detener la deportación de los refugiados.
Las organizaciones de derechos humanos han compilado una lista de cientos de desertores norcoreanos repatriados por China. Para algunos de ellos, el destino después de la repatriación a Corea del Norte va desde la tortura, la detención, el campo de prisioneros hasta la ejecución. La lista incluye trabajadores humanitarios, que fueron asesinados o secuestrados por agentes norcoreanos por ayudar a los refugiados.

### Japón
Ha habido tres casos de desertores norcoreanos que han escapado directamente a Japón. En enero de 1987, un barco robado que transportaba a 13 norcoreanos llegó a la costa en el puerto de Fukui en la prefectura de Fukui y luego continuó hacia Corea del Sur a través de Taiwán. En junio de 2007, después de un viaje en bote de seis días, la Guardia Costera de Japón encontró a una familia de cuatro norcoreanos frente a las costas de la prefectura de Aomori. Posteriormente se establecieron en Corea del Sur. En septiembre de 2011 la Guardia Costera de Japón encontró un bote de madera con nueve personas, tres hombres, tres mujeres y tres niños. Este grupo había navegado durante cinco días hacia Corea del Sur, pero se había desviado hacia la península de Noto y pensaron que habían llegado a Corea del Sur. Se encontraban en buen estado de salud.
Japón reubicó a unos 140 coreanos étnicos que lograron regresar a Japón después de emigrar inicialmente a Corea del Norte bajo el proyecto de "repatriación" masiva de 1959-1984 de coreanos étnicos desde Japón. Este supuesto proyecto humanitario, apoyado por Chongryon y dirigido por las Cruces Rojas de Japón y Corea del Norte, había implicado el reasentamiento de unos 90.000 voluntarios (la mayoría de Corea del Sur) en Corea del Norte, que Chongryon aclamaba como un "paraíso en la tierra". Algunos de los coreanos que fueron repatriados, incluido Kim Hyon-hui, un estudiante de Yaeko Taguchi, revelaron pruebas sobre el paradero de ciudadanos japoneses que habían sido secuestrados por Corea del Norte.

### Mongolia
Una ruta mucho más corta que la ruta estándar China-Laos-Tailandia es directamente a Mongolia, cuyo gobierno intenta mantener buenas relaciones con Corea del Norte y del Sur pero simpatiza con los refugiados norcoreanos. Los refugiados norcoreanos que son capturados en Mongolia son enviados a Corea del Sur, otorgándoles efectivamente un boleto aéreo gratuito. Sin embargo usar esta ruta requiere navegar por el implacable terreno del desierto de Gobi. Además, un control fronterizo más estricto con China ha hecho que esta ruta sea menos común.[cita requerida]

### Filipinas
Filipinas se ha utilizado en el pasado como punto de tránsito para los refugiados norcoreanos, que a menudo llegan desde China y luego se envían a Corea del Sur. También puede haber un número desconocido de refugiados norcoreanos que se han mezclado con la comunidad surcoreana en Filipinas. Ha sido difícil llegar a este país debido al hecho de que los refugiados tienen que cruzar China y subirse a un barco hacia la nación de la cadena de islas. 

### Rusia
Un estudio de la Universidad de Kyung Hee estimó que aproximadamente 10.000 norcoreanos viven en el Lejano Oriente ruso: muchos son fugitivos de los campos de trabajo norcoreanos allí. Tanto las misiones diplomáticas de Corea del Sur como los coreanos étnicos locales son reacios a brindarles asistencia; se cree que Corea del Norte ordenó el asesinato del cónsul surcoreano Choi Duk-gun en 1996, así como de dos ciudadanos privados en 1995, en respuesta a su contacto con los refugiados. En 1999, se estimaba que había sólo entre 100 y 500 refugiados norcoreanos en la zona.

### Europa
En 2014, una investigación de la organización de derechos humanos Alianza Europea para los Derechos Humanos en Corea del Norte afirma que hay alrededor de 1.400 refugiados norcoreanos en Europa. Citando estadísticas del CDH, el informe identificó comunidades norcoreanas en Bélgica, Dinamarca, Finlandia, Francia, Alemania, Luxemburgo, Países Bajos, Noruega, Suecia y Reino Unido.[cita requerida]
Según un informe de Eurostat, un total de 820 norcoreanos se convirtieron en ciudadanos de la Unión Europea en el período 2007-2016, y casi el 90% de ellos vive en Alemania y el Reino Unido.

### Corea del Sur
El Ministerio de Unificación de Corea del Sur es una organización gubernamental que se encarga de preparar una futura reunificación entre Corea del Norte y Corea del Sur. Es responsable de las relaciones Norte-Sur, incluido el comercio económico, la diplomacia y la comunicación, y la educación sobre la reunificación, lo que implica la concientización en las escuelas y en la esfera pública. El Ministerio de Unificación es, por tanto, la principal organización que gestiona a los desertores norcoreanos en territorio surcoreano mediante el establecimiento de procesos de admisión y políticas de reasentamiento. También tiene sub-órganos regionales llamados Centros Hana que ayudan a los desertores en su vida diaria para una transición más fluida hacia la sociedad surcoreana. El número de desertores norcoreanos que han llegado a Corea del Sur desde la Guerra de Corea (1950-1953) es más de 26 000. Las deserciones militares en la zona desmilitarizada, la cual está fuertemente fortificada, son pocas en número, con solo 20 desertores desde 1996.

#### Recompensa
En 1962 el Gobierno de Corea del Sur introdujo la "Ley especial para la protección de los desertores del Norte" que, tras la revisión de 1978, se mantuvo en vigor hasta 1993. Según la ley todo desertor tenía derecho a recibir un paquete de ayuda. Después de su llegada al sur los desertores recibirían una asignación. El tamaño de esta asignación dependía de la categoría a la que pertenecía el desertor en particular (había tres categorías). La categoría estaba determinada por el valor político y de inteligencia del desertor. Además de esta asignación, los desertores que entregaron inteligencia o equipo especialmente valiosos recibieron grandes recompensas adicionales. Antes de 1997 los pagos se fijaban en lingotes de oro, no en won surcoreanos, en un intento de contrarrestar la desconfianza arraigada sobre la fiabilidad del papel moneda.
El estado proporcionó departamentos a algunos desertores y todos los que deseaban estudiar tenían derecho a ingresar a la universidad de su elección. El personal militar puede continuar su servicio en el ejército de Corea del Sur, donde se les dio el mismo rango que tenían en el ejército de Corea del Norte. Durante un tiempo después de su llegada los desertores también recibieron guardaespaldas personales.
En 2004 Corea del Sur aprobó nuevas y controvertidas medidas destinadas a frenar el flujo de solicitantes de asilo, ya que le preocupaba que un número creciente de norcoreanos que cruzaban los ríos Yalu y Tumen hacia China pronto busquen refugio en el Sur. Las regulaciones endurecieron los procesos de selección de desertores y recortan la cantidad de dinero entregada a cada refugiado de ₩ 28,000,000 ($ 24,180) a ₩ 10,000,000 ($ 8,636). Los funcionarios surcoreanos dicen que las nuevas reglas están destinadas a evitar que los coreanos étnicos que viven en China ingresen al Sur, así como a evitar que ingresen norcoreanos con antecedentes penales.
Los desertores que han pasado la edad de jubilación reciben beneficios básicos para el sustento de aproximadamente 450.000 won surcoreanos por mes, que cubren las necesidades básicas, pero los deja entre los jubilados más pobres.

#### Restablecimiento
Los refugiados norcoreanos que llegan al Sur primero se enfrentan a un interrogatorio conjunto por parte de las autoridades competentes, incluido el Servicio Nacional de Inteligencia y la Agencia Nacional de Policía para asegurarse de que no sean espías. Luego son enviados a Hanawon, un centro de reasentamiento del gobierno. 
También existen organizaciones sin fines de lucro y no gubernamentales que buscan hacer más fácil y eficiente la transición sociocultural para los refugiados. Una de esas organizaciones, Saejowi, brinda a los desertores asistencia médica y educación en diversos temas que van desde el liderazgo y técnicas de asesoramiento hasta la prevención de la violencia sexual. Otra organización, PSCORE, lleva a cabo programas educativos para refugiados, proporcionando clases de inglés semanales y tutoría individual.  

#### Estadísticas
| Estado de los desertores norcoreanos que ingresan a Corea del Sur | Estado de los desertores norcoreanos que ingresan a Corea del Sur | Estado de los desertores norcoreanos que ingresan a Corea del Sur | Estado de los desertores norcoreanos que ingresan a Corea del Sur | Estado de los desertores norcoreanos que ingresan a Corea del Sur | Estado de los desertores norcoreanos que ingresan a Corea del Sur | Estado de los desertores norcoreanos que ingresan a Corea del Sur | Estado de los desertores norcoreanos que ingresan a Corea del Sur | Estado de los desertores norcoreanos que ingresan a Corea del Sur | Estado de los desertores norcoreanos que ingresan a Corea del Sur | Estado de los desertores norcoreanos que ingresan a Corea del Sur | Estado de los desertores norcoreanos que ingresan a Corea del Sur | Estado de los desertores norcoreanos que ingresan a Corea del Sur | Estado de los desertores norcoreanos que ingresan a Corea del Sur | Estado de los desertores norcoreanos que ingresan a Corea del Sur | Estado de los desertores norcoreanos que ingresan a Corea del Sur | Estado de los desertores norcoreanos que ingresan a Corea del Sur | Estado de los desertores norcoreanos que ingresan a Corea del Sur | Estado de los desertores norcoreanos que ingresan a Corea del Sur | Estado de los desertores norcoreanos que ingresan a Corea del Sur | Estado de los desertores norcoreanos que ingresan a Corea del Sur | Estado de los desertores norcoreanos que ingresan a Corea del Sur | Estado de los desertores norcoreanos que ingresan a Corea del Sur |
| Criterios / año                                                   | ~ 1998                                                            | ~ 2001                                                            | 2002                                                              | 2003                                                              | 2004                                                              | 2005                                                              | 2006                                                              | 2007                                                              | 2008                                                              | 2009                                                              | 2010                                                              | 2011                                                              | 2012                                                              | 2013                                                              | 2014                                                              | 2015                                                              | 2016                                                              | 2017                                                              | 2018                                                              | 2019                                                              | 2020                                                              | Total                                                             |
| ----------------------------------------------------------------- | ----------------------------------------------------------------- | ----------------------------------------------------------------- | ----------------------------------------------------------------- | ----------------------------------------------------------------- | ----------------------------------------------------------------- | ----------------------------------------------------------------- | ----------------------------------------------------------------- | ----------------------------------------------------------------- | ----------------------------------------------------------------- | ----------------------------------------------------------------- | ----------------------------------------------------------------- | ----------------------------------------------------------------- | ----------------------------------------------------------------- | ----------------------------------------------------------------- | ----------------------------------------------------------------- | ----------------------------------------------------------------- | ----------------------------------------------------------------- | ----------------------------------------------------------------- | ----------------------------------------------------------------- | ----------------------------------------------------------------- | ----------------------------------------------------------------- | ----------------------------------------------------------------- |
| Masculino                                                         | 831                                                               | 565                                                               | 510                                                               | 474                                                               | 626                                                               | 424                                                               | 515                                                               | 573                                                               | 608                                                               | 662                                                               | 591                                                               | 795                                                               | 404                                                               | 369                                                               | 305                                                               | 251                                                               | 299                                                               | 188                                                               | 168                                                               | 202                                                               | 39                                                                | 9.402                                                             |
| Femenino                                                          | 116                                                               | 478                                                               | 632                                                               | 811                                                               | 1,272                                                             | 960                                                               | 1,513                                                             | 1.981                                                             | 2,195                                                             | 2,252                                                             | 1.811                                                             | 1,911                                                             | 1.098                                                             | 1,145                                                             | 1.092                                                             | 1.024                                                             | 1,119                                                             | 939                                                               | 969                                                               | 845                                                               | 96                                                                | 24,256                                                            |
| Total                                                             | 947                                                               | 1.043                                                             | 1,142                                                             | 1,285                                                             | 1.898                                                             | 1,384                                                             | 2.028                                                             | 2.554                                                             | 2.803                                                             | 2,914                                                             | 2.402                                                             | 2.706                                                             | 1,502                                                             | 1,514                                                             | 1,397                                                             | 1,275                                                             | 1.418                                                             | 1.127                                                             | 1,137                                                             | 1.047                                                             | 135                                                               | 33.658                                                            |

Los resultados de una encuesta realizada por la Fundación para los Refugiados de Corea del Norte muestran que aproximadamente el 71% de los norcoreanos que han desertado a Corea del Sur desde aproximadamente 1998 son mujeres. El porcentaje de mujeres desertoras ha aumentado del 56% en 2002 a un máximo del 85% en 2018.
En febrero de 2014 la edad demográfica de los desertores norcoreanos muestra que el 4% tenía entre 0 y 9 años, el 22% entre 10 y 19 años, el 48% entre 20 y 39 años, el 21% entre 40 y 59 años y el 4% más de 60. Más del 50% de los desertores proceden de la provincia de Hamgyŏng del Norte.
La situación laboral de los desertores antes de salir de Corea del Norte era: el 2% tenía trabajos administrativos, el 3% eran soldados (todas las personas sanas deben servir de 7 a 10 años en el ejército), el 38% eran "trabajadores", el 48% estaban desempleados o siendo apoyado por otra persona, el 4% era "servicio", el 1% trabajaba en artes o deportes y el 2% trabajaba como "profesionales".

#### Discriminación
Según una encuesta hecha por la Comisión Nacional de Derechos Humanos de Corea, alrededor del 50% de los desertores dijeron haber sufrido discriminación debido a sus antecedentes. Los dos problemas principales fueron su incapacidad para pagar la atención médica y las malas condiciones de trabajo. Muchos se quejaron del trato irrespetuoso de los periodistas. Según el Instituto Mundial de Estudios de Corea del Norte, una joven desertora que no asiste a la universidad tiene pocas posibilidades de ganarse la vida en el Sur.

#### Salud mental
Con limitada cantidad de programas para migrantes patrocinados por el gobierno, los norcoreanos enfrentan dificultades vocacionales, médicas y educativas para adaptarse en Corea del Sur y dependen de organizaciones no gubernamentales. Además de las traumáticas circunstancias de su tierra natal, los norcoreanos pueden enfrentarse a la exclusión social. En una encuesta a más de 24.000 norcoreanos que emigraron a Corea del Sur entre agosto y diciembre de 2012, 607 se identificaron como personas con depresión, ansiedad o ideación suicida. Debido a la desconfianza entre los norcoreanos y los surcoreanos, la evidencia de un estudio de 182 desertores revela que los desertores no pueden recibir cobertura médica de los médicos. Organizaciones intergubernamentales como las Naciones Unidas han instado en repetidas ocasiones a las naciones receptoras de desertores norcoreanos a que aumenten los esfuerzos para identificar a los desertores que corren un alto riesgo de salud mental y brinden servicios médicos y apoyo social adecuados. Ni los proveedores públicos ni los privados han sido convencidos para apoyar debido a políticas de identidad . 

#### Políticas de identidad
La política de identidad juega un factor monumental en la división cultural entre los norcoreanos y surcoreanos. Los surcoreanos y los norcoreanos comparten el mismo sentido de nacionalismo y patriotismo. Sin embargo, la mayoría de los surcoreanos tienen una actitud negativa hacia sus vecinos del norte.[cita requerida] En 2010 la Encuesta Social General de Corea (KGSS) realizó una investigación cara a cara de más de 1.000 surcoreanos sobre sus perspectivas sobre la identidad étnica de los desertores norcoreanos que se asimilan a Corea del Sur. Los resultados revelan que los coreanos del Norte y del Sur están de acuerdo en no apoyar la reunificación de los coreanos. Esto se debe a que algunos surcoreanos sospechan de los desertores y de sus verdaderas intenciones de emigrar. El antagonismo de los surcoreanos contra Corea del Norte se dirige principalmente a su régimen comunista y a una estricta división de la identidad nacional. En comparación con los norcoreanos, es más probable que los surcoreanos alberguen actitudes negativas hacia los migrantes y es menos probable que crean en la reunificación de las Coreas. El resultado de la encuesta KGSS establece que la idea de "una nación, dos países" ya no existe.

### Tailandia
Tailandia es generalmente el destino final de los norcoreanos que escapan a través de China. Si bien los norcoreanos no reciben el estatus de refugiados y están clasificados oficialmente como inmigrantes ilegales, el gobierno tailandés los deportará a Corea del Sur en lugar de a Corea del Norte. Esto se debe a que Corea del Sur reconoce como ciudadanos a los coreanos nativos de toda la península de Corea. Estos fugitivos norcoreanos están sujetos a prisión por entrada ilegal; sin embargo, la mayoría de estas sentencias están suspendidas.

### Laos
Aunque Laos fue visto una vez como un refugio seguro para los desertores norcoreanos, en 2013 nueve desertores fueron arrestados y enviados de regreso a Corea del Norte, lo que provocó indignación internacional en parte porque uno de los desertores es el hijo de un secuestrado japonés.

### Estados Unidos
El 5 de mayo de 2006, Estados Unidos otorgó el estatuto de refugiado a norcoreanos no identificados, la primera vez que Estados Unidos acepta refugiados de allí desde que el presidente George W. Bush firmó la Ley de Derechos Humanos de Corea del Norte en octubre de 2004. El grupo, que llegó de una nación anónima del sudeste asiático, incluía a cuatro mujeres que dijeron que habían sido víctimas de matrimonios forzados. Desde este primer grupo de refugiados, Estados Unidos ha admitido aproximadamente a 170 refugiados norcoreanos en 2014. Entre 2004 y 2011, Estados Unidos ha admitido solo a 122 refugiados norcoreanos y solo 25 han recibido asilo político. Varios norcoreanos han ingresado ilegalmente, se estima unos 200, y generalmente se establecen en la comunidad étnica coreana en Los Ángeles. Una tía y un tío de Kim Jong-un han vivido en los Estados Unidos desde 1998.

### Vietnam
Muchos desertores que llegan a China viajan hacia el sureste de Asia, especialmente Vietnam. El viaje consiste en cruzar el río Tumen, ya sea helado o poco profundo en verano, en camuflaje, y luego tomar el tren en secreto a través de China. Desde allí, pueden trabajar ilegalmente, aunque a menudo explotados, o intentar viajar a Corea del Sur. Aunque Vietnam mantiene relaciones diplomáticas con Corea del Norte, la creciente inversión surcoreana en Vietnam ha llevado a Hanói a permitir silenciosamente el tránsito de refugiados norcoreanos a Seúl. La mayor presencia de Corea del Sur en el país también resultó ser un imán para los desertores: cuatro de los más grandes refugios de desertores de Vietnam estaban a cargo de expatriados surcoreanos, y muchos desertores indicaron que eligieron intentar cruzar la frontera de China a Vietnam precisamente porque habían oído hablar de esos refugios. En julio de 2004, 468 refugiados norcoreanos fueron trasladados en avión a Corea del Sur en la deserción masiva más grande: Vietnam inicialmente trató de mantener en secreto su papel en el puente aéreo, y antes del acuerdo, incluso fuentes anónimas del gobierno de Corea del Sur solo decían a los reporteros que los desertores procedían de "un país asiático no identificado". Tras el puente aéreo, Vietnam endureció los controles fronterizos y deportó a varios operadores de refugios.  
El 25 de junio de 2012, un activista surcoreano de apellido Yoo fue arrestado por ayudar a escapar a los desertores norcoreanos.

### Canadá
El número de solicitantes de asilo y desertores norcoreanos ha aumentado en Canadá desde 2006. Radio Free Asia informa que solo en 2007, se presentaron más de 100 solicitudes de asilo y que los refugiados norcoreanos llegaron de China o de otros lugares con la ayuda de misioneros canadienses y ONG. El rápido aumento de las solicitudes de asilo a Canadá se debe a las limitadas opciones, especialmente cuando la obtención de asilo se está volviendo más difícil. El 2 de febrero de 2011, el ex primer ministro Stephen Harper se reunió con Hye Sook Kim, un desertor norcoreano y también recibió el consejo del Dr. Norbert Vollertsen, "Canadá puede persuadir a China, entre otros, de que no repatríe a los refugiados norcoreanos de regreso a Corea del Norte, sino, en cambio, déjelos ir a Corea del Sur y otros países, incluido Canadá".

## Ajuste psicológico y cultural
Los desertores norcoreanos experimentan serias dificultades para ajustarse psicológica y culturalmente una vez que han sido reubicados. Esto ocurre principalmente debido a las condiciones y el entorno en el que vivían los norcoreanos mientras estaban en su propio país, así como a la incapacidad para comprender completamente la nueva cultura, reglas y formas de vida en Corea del Sur.
Las dificultades para adaptarse a menudo se presentan en forma de trastorno de estrés postraumático (TEPT), que es esencialmente un trastorno mental que se desarrolla después de que una persona ha experimentado un evento traumático importante. En el caso de los norcoreanos, tales eventos y experiencias traumáticas incluyen la brutalidad del régimen, el hambre, la presión ideológica, la propaganda, los castigos políticos, etc.
Algunos estudios han encontrado la conexión directa entre las enfermedades físicas y el TEPT. El TEPT sirve como explicación del vínculo entre la exposición al trauma y la salud física: la exposición al trauma conduce al empeoramiento de la condición de salud física debido al TEPT. Los síntomas relacionados con el TEPT incluyen recuerdos perturbadores o sueños relacionados con eventos traumáticos, ansiedad, angustia mental o física, alteraciones en la forma de pensar. La depresión y la somatización son dos de las formas convencionales de TEPT. Ambas se diagnostican entre los desertores norcoreanos, siendo las mujeres las que tienen un mayor número estadístico de diagnósticos de trastorno.
Según una encuesta reciente, alrededor del 56% de los desertores norcoreanos están influenciados por uno o más tipos de trastornos psicológicos. 93% de los desertores de Corea del Norte encuestados identifican la Escasez alimentos y agua y la falta de acceso a la atención médica y, por lo tanto, las enfermedades constantes como los tipos más comunes de sus experiencias traumáticas anteriores al TEPT. Estas experiencias traumáticas influyen en la forma en que los desertores norcoreanos se adaptan a nuevos lugares. El trastorno de estrés postraumático a menudo impide que los desertores se asimilen adecuadamente a una nueva cultura, así como que puedan mantener trabajos y acumular recursos materiales.
Los eventos traumáticos no son la única razón por la que los norcoreanos experimentan dificultades para adaptarse a la nueva forma de vida. Woo Teak-jeon realizó entrevistas con 32 desertores norcoreanos que viven en Corea del Sur y descubrió que otras dificultades de ajuste que no están relacionadas con el TEPT ocurren debido a factores como la desconfianza del desertor, su forma de pensar, el prejuicio de la nueva sociedad y los desconocidos conjuntos de valores. En muchos casos, los desertores norcoreanos parecen incapaces de adaptarse fácilmente a la nueva forma de vida, incluso en lo que respecta a la nutrición. Según una investigación realizada por la Sociedad Coreana de Nutrición, los norcoreanos que solían consumir solo pequeñas porciones de alimentos diariamente en Corea del Norte continúan ejerciendo el mismo tipo de hábitos incluso cuando se les da abundancia de alimentos y provisión.
El ajuste psicológico y cultural de los norcoreanos a las nuevas normas y reglas es un tema delicado pero tiene algunas formas de resolución. Según Yoon, el esfuerzo colectivo de los propios desertores, el gobierno, las ONG y las organizaciones humanitarias y religiosas puede ayudar a que el proceso de ajuste sea más suave y menos doloroso.
La ONG sin fines de lucro Teach North Korean Refugees (TNKR) ha recibido reconocimiento positivo por ayudar a los refugiados a adaptarse a la vida fuera de Corea del Norte. Según su sitio web, la misión de TNKR es empoderar a los refugiados norcoreanos para que encuentren su propia voz y camino a través de la educación, la promoción y el apoyo. Su enfoque principal es ayudar a los refugiados norcoreanos a prepararse para su futuro y hacer la transición a la vida fuera de Corea del Norte al brindarles oportunidades gratuitas de aprendizaje de inglés. TNKR también organiza concursos bianuales de oratoria en inglés para refugiados norcoreanos y organiza foros públicos que ofrecen relatos de primera mano sobre la vida, el escape y el ajuste fuera de Corea del Norte. TNKR fue fundada en 2013 por Casey Lartigue Jr. y Eunkoo Lee, quienes actualmente codirigen la organización. Lartigue Jr. y Lee dieron una charla TEDx conjunta en 2017 que cuenta la historia de TNKR y ofrece lecciones prácticas para hacer del mundo un lugar mejor.

## Regresando a Corea del Norte
En algunos casos, los desertores regresan voluntariamente a Corea del Norte. Se desconocen los números exactos, sin embargo, en 2013, se informó que el número estaba aumentando. Los doble desertores toman una ruta a través de países terceros como China, o pueden desertar directamente de Corea del Sur. En 2014, el Ministerio de Unificación de Corea del Sur dijo que solo tenía registros de 13 deserciones dobles, tres de las cuales desertaron nuevamente a Corea del Sur. Sin embargo, se cree que el número total es mayor. Un exdiputado surcoreano estimó que en 2012 unos 100 desertores regresaron a Corea del Norte a través de China. En 2015, se informó que unos 700 desertores que viven en Corea del Sur están desaparecidos y posiblemente hayan huido a China o al sudeste asiático con la esperanza de regresar a Corea del Norte. En un caso, un doble desertor volvió a entrar en Corea del Norte cuatro veces. 
Corea del Norte bajo Kim Jong-un supuestamente inició una campaña para atraer a los desertores a regresar con promesas de dinero, vivienda y empleo. Según informes no confirmados, agentes del gobierno se han puesto en contacto con desertores que viven en Corea del Sur y les han ofrecido garantías de que sus familias estarían a salvo, 50 millones de won surcoreanos (44.000 dólares) y una aparición pública en televisión. En 2013 se informó que Corea del Norte había transmitido al menos 13 apariciones de este tipo en televisión en las que los desertores que regresaban se quejaban de las malas condiciones de vida en el sur y juraban lealtad a Kim Jong-un. En noviembre de 2016, el sitio web norcoreano Uriminzokkiri emitió una entrevista con tres doble desertores que se quejaron de que habían sido tratados como ciudadanos de segunda clase.
En 2013, Corea del Sur acusó a un re-desertor a su regreso. En 2016, el gobierno surcoreano negó la solicitud del desertor Kim Ryon-hui de regresar a Corea del Norte. En junio de 2017, Chun Hye-sung, un desertor que había sido invitado en varios programas de televisión de Corea del Sur con el nombre de Lim Ji-hyun, regresó al norte. En la televisión de Corea del Norte, dijo que había sido maltratada y presionada para que inventara historias perjudiciales para Corea del Norte. En julio de 2017, un hombre que había desertado hacia el sur y luego regresado al norte fue arrestado en virtud de la Ley de Seguridad Nacional cuando ingresó nuevamente al sur.
En 2019, Corea del Sur deportó a dos pescadores norcoreanos que intentaron desertar, diciendo que una investigación había descubierto que los hombres habían matado a 16 de sus compañeros de tripulación. En julio de 2020, Corea del Norte informó sobre un presunto caso de COVID-19 en un hombre que había desertado hacia el sur y luego nadó hacia el norte desde la isla de Ganghwa. Según el Ministerio de Unificación de Corea del Sur, hubo 11 casos confirmados de desertores que regresaron a Corea del Norte entre 2011 y 2015

## Obras de ficción y no ficción
- Gérard de Villiers, Le Défecteur de Pyongyang (serie SAS, dos volúmenes)
- The Defector: Escape from North Korea, una película documental de 2013
- Keurosing - película de 2008
- Nothing to Envy: Ordinary Lives in North Korea de Barbara Demick se centra en las vidas antes y después de la deserción de varios individuos de Chongjin.
- Escape from Camp 14 por Blaine Harden - Historia de 2012 de Shin Dong-hyuk .
- Blow Breeze : un drama de fin de semana de MBC de 2016
- Fortune Smiles - un libro de cuentos de Adam Johnson cuya historia principal presenta a dos desertores que se adaptan a la vida en Seúl[36][13][14][16][40]
- El hijo del maestro huérfano , una novela ganadora del Premio Pulitzer 2012 de Adam Johnson
- In Order to Live: A North Korean Girl's Journey to Freedom de Park Yeon-mi habla sobre su escape de Corea del Norte a China y finalmente a Corea del Sur.[93]
- Un río en la oscuridad: el escape de un hombre de Corea del Norte , de Masaji Ishikawa, memorias de un escape a China
- Seoul Train - Documental de 2004 que trata sobre los peligrosos viajes de los refugiados norcoreanos que huyen a través de China o hacia China.
- La niña de siete nombres: Escape de Corea del Norte - Autobiografía de 2015 de Hyeonseo Lee, una mujer que escapó de Corea del Norte cruzando el río Yalu en 1997.
- Estimado líder: Mi escape de Corea del Norte - Jang Jin-sung
- Shadow Flowers - Documental de 2019 sobre Ryun-hee Kim, filmado por Seung-Jun Yi